# Judy Winter
Judy Winter właśc. Beate Marie Richard (ur. 4 stycznia 1944 we Friedland) – niemiecka aktorka filmowa, teatralna i dubbingowa.

## Życiorys
Judy Winter urodziła się na Górnym Śląsku w rodzinie dziennikarza Armina Richarda i jego żony tancerki baletowej - Marie. Po II wojnie światowej wraz z rodziną przeniosła się początkowo do Hanoweru, a następnie do Heidelbergu, gdzie uczyła się w gimnazjum i szkole baletowej. Kształcenie w kierunku zawodu aktorki, rozpoczęła w 1961 roku na Hochschule für Musik und Darstellende Kunst w Stuttgarcie. 
W wieku 17 lat zadebiutowała na deskach teatru miejskiego w Ulm. Wówczas poznała reżysera teatralnego Petera Zadeka, z którym współpracowała przez kolejne lata. Następnie występowała w teatrach w Trewirze i Bremie, gdzie zadebiutowała jako aktorka musicalowa. Wtedy też stworzyła swój pseudonimem sceniczny, będący połączeniem nazwisk aktorek Judy Garland i Shelley Winters. Od 1963 roku aktorka Renaissance-Theater w Berlinie.
Jej debiut telewizyjny odbył się w 1963 roku w telewizyjnej adaptacji komedio-opery Johanna Wolfganga von Goethego - Erwin und Elmire. Przełomem w jej karierze była rola Nory Hill u boku Horsta Tapperta w dramacie Und Jimmy ging zum Regenbogen z 1971 roku. W 1980 roku wystąpiła w roli głównej w dramacie w reżyserii Ulricha Schamoniego - Das Traumhaus. Występowała również w serialach telewizyjnych takich jak Tatort, Derrick czy In aller Freundschaft.
Od 1998 roku wciela się w rolę Marleny Dietrich w biograficznej sztuce teatralnej Marlene. Od 2013 roku odgrywa główną rolę w dramacie teatralnym pod tytułem Hilde Knef – Der Teufel und die Diva, opisującym życie Hildegard Knef na deskach berlińskiego Theater am Kurfürstendamm.
Od 2015 roku odgrywa rolę Susanne Bundschuh w serii filmów komediowych Familie Bundschuh, według scenariuszy Andrei Sawatzki.
Zaangażowana na rzecz pomocy osobom chorym na AIDS. Odznaczona Orderem Zasługi Republiki Federalnej Niemiec oraz Orderem Berlińskim Zasługi.

### Życie prywatne
Judy Winter była przez siedem lat w związku z reżyserem Peterem Zadekiem. Jej pierwszym mężem był aktor Joachim Regelien (ur. 1941). W latach 1971–1990 była w związku małżeńskim z muzykiem jazzowym Rolfem Kühnem (1929-2022). Oba małżeństwa pozostały bezdzietne; jej adoptowanym synem jest aktor Francis Winter.
Judy Winter mieszka w Berlinie.

## Filmografia
- 1983: Die Falle
- 1984: Lekarki
- 1984: Der Besuch
- 1988: Der Schatz im Niemandsland
- 1990: Śpiąca królewna
- 1993: Vater braucht eine Frau
- 1995: Sterne des Südens
- 1995: Club Las Piranjas
- 1996: Wem gehört Tobias?
- 1996: Willkommen in Kronstadt
- 1996: Ehebruch - Eine teuflische Falle!
- 1997: Rosenkavalier
- 2003: Mädchen, böses Mädchen
- 2007: Neues vom Wixxer
- 2008: Das Echo der Schuld
- 2009: Ein Sommer mit Paul
- 2012: Mutter muss weg
- 2018: Passagier 23 – Verschwunden auf hoher See
- 2020: Lang lebe die Königin
- 2023: Club Las Piranjas